# 레이 스미스 (로커빌리 가수)

레이 스미스(Ray Smith, 1934년 10월 30일 ~ 1979년 11월 29일)는 미국의 로커빌리 음악가다.
비제이 레코드, 톨리 레코드, 스매시 레코드 등에서 취입 활동했으며, 1960년 주드 레코드에서 발매한 〈Rockin' Little Angel〉으로 성공을 이룩했다. 이 곡의 일부는 1844년 곡 〈Buffalo Gals〉의 선율을 끌어다 쓴 것이다. 이 레코드가 1백만 장 이상의 판매량을 기록해 골드 디스크를 받았다. 찰리 리치의 곡을 곧잘 녹음했으며, 엘비스 프레슬리에게 힘입었다.
1979년 11월 29일 향년 45세로 자살했다. 독일의 베어 페밀리 레코드에서 주드 레코드, 선 레코드에서 취입한 싱글 및 미발매곡을 발매했다.